# Sages V1
Sages V1 (V1) је кућни рачунар, производ фирме Sages који је почео да се израђује у Румунији током 1983. године.
Користио је Z80 A као централни микропроцесор а RAM меморија рачунара V1 је имала капацитет од 48 KB. 

## Детаљни подаци
Детаљнији подаци о рачунару V1 су дати у табели испод.
|                       |                                   |
| [ 1 ]                 |                                   |
| Произвођач            |                                   |
| Тип                   | кућни рачунар                     |
| Меморија              | 48 KB                             |
| Поријекло             | Румунија                          |
| Година                | 1983                              |
| Тастатура             | QWERTY 40 тастера                 |
| Процесор              |                                   |
| Фреквенција процесора | 3,5                               |
| RAM                   | 48 KB                             |
| ROM                   | 16 KB                             |
| Текст                 | 32 знакова x 24 линије            |
| Графика               | 256 x 192 тачака                  |
| Боја                  | 8 нијансе сиве боје               |
| Звук                  | 1 глас / 10 октава (мали звучник) |
| Димензије             | непознато                         |
| Портови               |                                   |
| Оперативни систем     |                                   |